# Bansbari
Bansbari (nepalski: बाँसबारी) – gaun wikas samiti w środkowej części Nepalu w strefie Bagmati w dystrykcie Sindhupalchowk. Według nepalskiego spisu powszechnego z 2001 liczył on 904 gospodarstw domowych i 4811 mieszkańców (2441 kobiet i 2370 mężczyzn).